# Gran Premio motociclistico d'Australia 1995
Il Gran Premio motociclistico d'Australia 1995 fu la prima gara del motomondiale 1995.
Si svolse il 26 marzo 1995 sull'Eastern Creek Raceway e vide la vittoria di Mick Doohan su Honda nella classe 500, di Ralf Waldmann nella classe 250 e di Haruchika Aoki nella classe 125. Per Aoki si tratta della prima vittoria nel contesto del motomondiale.

## Classe 500

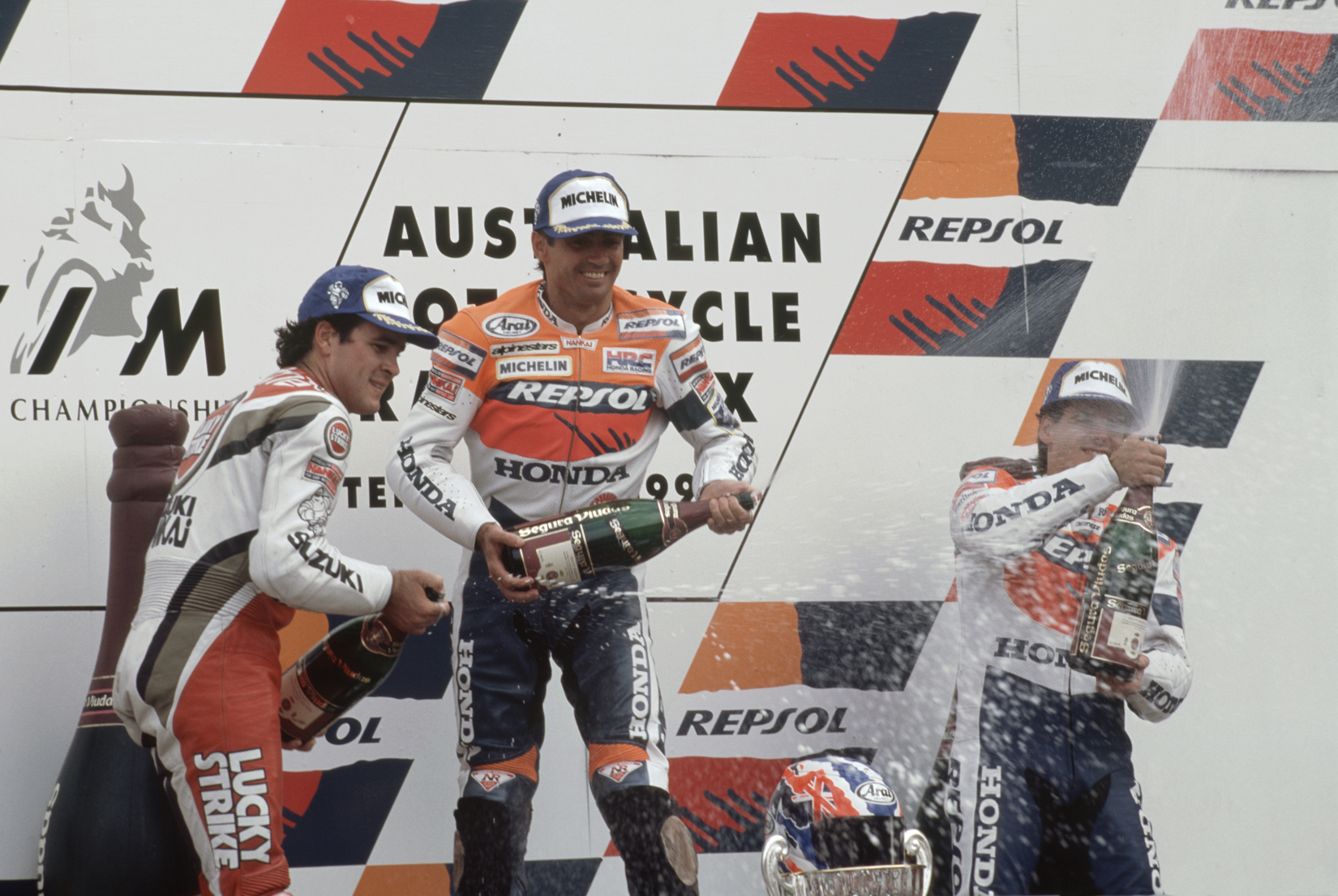
Beattie, Doohan e Crivillé, festeggiano sul podio dopo aver concluso rispettivamente al secondo, primo e terzo posto la gara della classe 500

### Arrivati al traguardo
| Pos | Nº | Pilota               | Squadra                  | Motocicletta  | Giri | Tempo     | Griglia | Punti |
| --- | -- | -------------------- | ------------------------ | ------------- | ---- | --------- | ------- | ----- |
| 1   | 1  | Mick Doohan          | Repsol Honda             | Honda         | 30   | 46:06.030 | 1       | 25    |
| 2   | 4  | Daryl Beattie        | Lucky Strike Suzuki      | Suzuki        | 30   | +13.446   | 2       | 20    |
| 3   | 6  | Àlex Crivillé        | Repsol Honda             | Honda         | 30   | +19.068   | 6       | 16    |
| 4   | 2  | Luca Cadalora        | Marlboro Team Roberts    | Yamaha        | 30   | +33.753   | 3       | 13    |
| 5   | 34 | Kevin Schwantz       | Lucky Strike Suzuki      | Suzuki        | 30   | +34.372   | 5       | 11    |
| 6   | 9  | Alex Barros          | Barros-Kanemoto-Honda    | Honda         | 30   | +36.000   | 8       | 10    |
| 7   | 5  | Alberto Puig         | Fortuna-Honda-Pons       | Honda         | 30   | +38.621   | 9       | 9     |
| 8   | 65 | Loris Capirossi      | Marlboro Team Pileri     | Honda         | 30   | +44.854   | 7       | 8     |
| 9   | 17 | Norifumi Abe         | Marlboro Team Roberts    | Yamaha        | 30   | +46.474   | 4       | 7     |
| 10  | 7  | Shin'ichi Itō        | Repsol Honda             | Honda         | 30   | +1:04.782 | 11      | 6     |
| 11  | 13 | Loris Reggiani       | Aprilia Racing           | Aprilia       | 30   | +1:05.494 | 10      | 5     |
| 12  | 8  | Sean Emmett          | Harris Grand Prix        | Harris Yamaha | 30   | +1:27.290 | 12      | 4     |
| 13  | 11 | Bernard Garcia       | Team ROC                 | ROC Yamaha    | 29   | +1 giro   | 15      | 3     |
| 14  | 20 | Cristiano Migliorati | Harris Grand Prix        | Harris Yamaha | 29   | +1 giro   | 17      | 2     |
| 15  | 14 | Adrian Bosshard      | Thommen Elf Racing       | ROC Yamaha    | 29   | +1 giro   | 14      | 1     |
| 16  | 18 | Laurent Naveau       | ROC Euroteam             | ROC Yamaha    | 29   | +1 giro   | 24      |       |
| 17  | 27 | Andrew Stroud        | Team Marco Papa          | ROC Yamaha    | 29   | +1 giro   | 21      |       |
| 18  | 37 | Frédéric Protat      | FP Racing                | ROC Yamaha    | 29   | +1 giro   | 19      |       |
| 19  | 52 | Martin Craggill      | Team Rainey              | Harris Yamaha | 29   | +1 giro   | 20      |       |
| 20  | 25 | Neil Hodgson         | World Champ. Motorsports | ROC Yamaha    | 29   | +1 giro   | 25      |       |
| 21  | 23 | Eugene McManus       | Padgetts Racing          | Harris Yamaha | 29   | +1 giro   | 28      |       |
| 22  | 22 | Lucio Pedercini      | Team Pedercini           | ROC Yamaha    | 29   | +1 giro   | 23      |       |
| 23  | 69 | James Haydon         | Harris Grand Prix        | Harris Yamaha | 29   | +1 giro   | 22      |       |
| 24  | 44 | Marc Garcia          | DR Team Shark            | ROC Yamaha    | 29   | +1 giro   | 27      |       |
| 25  | 36 | Jamie Robinson       | Padgetts Racing          | Harris Yamaha | 29   | +1 giro   | 29      |       |
| 26  | 21 | Bernard Haenggeli    | Haenggeli Racing         | ROC Yamaha    | 29   | +1 giro   | 26      |       |
| 27  | 28 | Bruno Bonhuil        | M.T.D.                   | ROC Yamaha    | 29   | +1 giro   | 30      |       |

### Ritirati
| Nº | Pilota              | Squadra    | Motocicletta  | Giri | Griglia |
| -- | ------------------- | ---------- | ------------- | ---- | ------- |
| 19 | Juan Bautista Borja | Roc N.R.J. | ROC Yamaha    | 18   | 13      |
| 51 | Jean Pierre Jeandat | Jpj Paton  | Paton         | 16   | 16      |
| 24 | Scott Gray          | Starsport  | Harris Yamaha | 6    | 31      |

### Non partito
| Nº | Pilota            | Squadra     | Motocicletta | Griglia |
| -- | ----------------- | ----------- | ------------ | ------- |
| 10 | Jeremy McWilliams | Team Millar | Yamaha       | 18      |

## Classe 250

### Arrivati al traguardo
| Pos | Nº | Pilota                   | Squadra              | Motocicletta | Giri | Tempo     | Griglia | Punti |
| --- | -- | ------------------------ | -------------------- | ------------ | ---- | --------- | ------- | ----- |
| 1   | 28 | Ralf Waldmann            | HB Honda Germany     | Honda        | 28   | 43:52.872 | 2       | 25    |
| 2   | 7  | Tetsuya Harada           | Marlboro Team Rainey | Yamaha       | 28   | +0.113    | 4       | 20    |
| 3   | 1  | Max Biaggi               | Chesterfield Aprilia | Aprilia      | 28   | +0.146    | 1       | 16    |
| 4   | 12 | Carlos Checa             | Fortuna-Honda-Pons   | Honda        | 28   | +37.974   | 6       | 13    |
| 5   | 10 | Nobuatsu Aoki            | Blumex Rheos Racing  | Honda        | 28   | +38.091   | 13      | 11    |
| 6   | 4  | Doriano Romboni          | Honda Team Agostini  | Honda        | 28   | +40.756   | 5       | 10    |
| 7   | 25 | Kenny Roberts Jr.        | Marlboro Team Rainey | Yamaha       | 28   | +52.406   | 12      | 9     |
| 8   | 30 | José Luis Cardoso        | PR2 Aprilia          | Aprilia      | 28   | +55.493   | 15      | 8     |
| 9   | 3  | Takeshi Tsujimura        | Fcc Technical Sports | Honda        | 28   | +55.962   | 20      | 7     |
| 10  | 29 | Jürgen Fuchs             | HB Honda Germany     | Honda        | 28   | +57.825   | 14      | 6     |
| 11  | 17 | Jurgen van den Goorbergh | Maxell Team Global   | Honda        | 28   | +59.186   | 18      | 5     |
| 12  | 22 | Adolf Stadler            | Veitinger            | Aprilia      | 28   | +1:32.054 | 27      | 4     |
| 13  | 13 | Eskil Suter              | Mohag Aprilia        | Aprilia      | 27   | +1 giro   | 16      | 3     |
| 14  | 51 | Marcus Payten            | Payten Motorsport    | Yamaha       | 27   | +1 giro   | 28      | 2     |
| 15  | 21 | Gregorio Lavilla         | MX Onda-S.S.P. Comp. | Honda        | 27   | +1 giro   | 29      | 1     |
| 16  | 32 | Pere Riba                | Bjc Racing           | Aprilia      | 27   | +1 giro   | 32      |       |
| 17  | 50 | Alan Watts               | Allect Racing        | Honda        | 27   | +1 giro   | 33      |       |

### Ritirati
| Nº | Pilota                    | Squadra              | Motocicletta | Giri | Griglia |
| -- | ------------------------- | -------------------- | ------------ | ---- | ------- |
| 15 | Oliver Petrucciani        | Edo Racing           | Aprilia      | 19   | 26      |
| 52 | Craig Connell             | Craig Connell Racing | Yamaha       | 18   | 17      |
| 5  | Niall Mackenzie           | Docshop Racing       | Aprilia      | 13   | 22      |
| 23 | Luis Maurel               | Maurel Competicion   | Honda        | 13   | 24      |
| 16 | Patrick van den Goorbergh | Docshop Racing       | Aprilia      | 11   | 19      |
| 26 | Davide Bulega             | Givi Racing          | Honda        | 7    | 21      |
| 55 | Régis Laconi              | Equipe De France GP  | Honda        | 4    | 31      |
| 8  | Jean-Michel Bayle         | Chesterfield Aprilia | Aprilia      | 1    | 10      |
| 6  | Jean-Philippe Ruggia      | Elf-Honda-Tech 3     | Honda        | 1    | 8       |
| 18 | Roberto Locatelli         | Aprilia Racing       | Aprilia      | 0    | 7       |
| 19 | Olivier Jacque            | Elf-Honda-Tech 3     | Honda        | 0    | 9       |
| 2  | Tadayuki Okada            | Team HRC             | Honda        | 0    | 3       |
| 24 | Bernd Kassner             | Team Munich          | Aprilia      | 0    | 23      |
| 27 | Sadanori Hikita           | Maxell Team Global   | Honda        | 0    | 25      |
| 31 | Miguel Castilla           | Troll 10x10 Repsol   | Yamaha       | 0    | 30      |
| 9  | Luis d'Antín              | MX Onda-S.S.P. Comp. | Honda        | 0    | 11      |

## Classe 125

### Arrivati al traguardo
| Pos | Nº | Pilota             | Squadra               | Motocicletta | Giri | Tempo     | Griglia | Punti |
| --- | -- | ------------------ | --------------------- | ------------ | ---- | --------- | ------- | ----- |
| 1   | 12 | Haruchika Aoki     | Blumex Rheos Racing   | Honda        | 26   | 42:52.040 | 16      | 25    |
| 2   | 1  | Kazuto Sakata      | Krona-Aprilia         | Aprilia      | 26   | +15.641   | 2       | 20    |
| 3   | 20 | Tomomi Manako      | Fcc Technical Sports  | Honda        | 26   | +22.096   | 8       | 16    |
| 4   | 26 | Emilio Alzamora    | Scot-San Patrignano   | Honda        | 26   | +22.164   | 7       | 13    |
| 5   | 2  | Noboru Ueda        | Givi Racing           | Honda        | 26   | +24.928   | 21      | 11    |
| 6   | 7  | Stefano Perugini   | Ipa Aprilia           | Aprilia      | 26   | +25.434   | 13      | 10    |
| 7   | 9  | Hideyuki Nakajō    | Jha Racing            | Honda        | 26   | +25.500   | 6       | 9     |
| 8   | 17 | Gianluigi Scalvini | Ipa Aprilia           | Aprilia      | 26   | +25.886   | 9       | 8     |
| 9   | 15 | Loek Bodelier      | LB Racing             | Aprilia      | 26   | +25.982   | 14      | 7     |
| 10  | 19 | Yoshiaki Katō      | Aspar Cepsa           | Yamaha       | 26   | +31.241   | 18      | 6     |
| 11  | 14 | Akira Saito        | Docshop Racing        | Honda        | 26   | +35.400   | 11      | 5     |
| 12  | 8  | Masaki Tokudome    | Ditter Plastic        | Aprilia      | 26   | +36.086   | 5       | 4     |
| 13  | 6  | Jorge Martínez     | Aspar Cepsa           | Yamaha       | 26   | +45.413   | 17      | 3     |
| 14  | 21 | Tomoko Igata       | Fcc Technical Sports  | Honda        | 26   | +45.588   | 20      | 2     |
| 15  | 18 | Oliver Koch        | Ditter Plastic        | Aprilia      | 26   | +47.059   | 15      | 1     |
| 16  | 37 | Ken Miyasaka       | Jha Racing            | Honda        | 26   | +55.028   | 26      |       |
| 17  | 25 | Vittorio Lopez     | Scuderia Alfa Ducados | Aprilia      | 26   | +1:06.502 | 23      |       |
| 18  | 11 | Stefan Prein       | Energizer Elf/Prein   | Honda        | 26   | +1:06.734 | 22      |       |
| 19  | 31 | Stefan Kurfiss     | Scott-Attac!          | Aprilia      | 25   | +1 giro   | 29      |       |
| 20  | 52 | Glen Richards      | Glen Richards Racing  | Aprilia      | 25   | +1 giro   | 28      |       |
| 21  | 32 | Hiroyuki Kikuchi   | Elf Team Kepla        | Honda        | 25   | +1 giro   | 24      |       |

### Ritirati
| Nº | Pilota            | Squadra                | Motocicletta | Giri | Griglia |
| -- | ----------------- | ---------------------- | ------------ | ---- | ------- |
| 27 | Ivan Cremonini    | Scot-San Patrignano    | Honda        | 18   | 32      |
| 23 | Manfred Geissler  | Marlboro-Aprilia-Eckl  | Aprilia      | 15   | 12      |
| 22 | Andrea Ballerini  | Krona-Aprilia          | Aprilia      | 12   | 19      |
| 5  | Peter Öttl        | Marlboro-Aprilia-Eckl  | Aprilia      | 11   | 4       |
| 50 | Andrew Duke       | Duke Racing            | Honda        | 6    | 31      |
| 28 | Takehiro Yamamoto | Moto Bum Team Harc Pro | Honda        | 3    | 27      |
| 10 | Herri Torrontegui | Pit Lane Racing        | Honda        | 2    | 10      |
| 24 | Gabriele Debbia   | Debbia Team Semprucci  | Yamaha       | 1    | 25      |
| 4  | Dirk Raudies      | HB Team Raudies        | Honda        | 0    | 1       |
| 13 | Garry McCoy       | Europa Zwafink         | Honda        | 0    | 3       |

### Non partito
| Nº | Pilota          | Squadra       | Motocicletta | Griglia |
| -- | --------------- | ------------- | ------------ | ------- |
| 29 | Yoshiyuki Sugai | Racing Supply | Honda        | 30      |